# Associazione Sportiva San Ferdinando
L'A.S.D. Virtus San Ferdinando, è la squadra di calcio della città di San Ferdinando di Puglia. Milita in Prima Categoria. I suoi colori sono il bianco e l'azzurro, mentre in passato l'Associazione Sportiva San Ferdinando adottava il giallo e il verde. 
Il club partecipò a due campionati di Serie C, nel 1946-1947 e nel 1947-1948, ritirandosi nell'ultimo.

## Storia
Nella Seconda Divisione 1941-1942 pugliese c'era già una rappresentativa comunale, denominata "U.S. San Ferdinando".
A distanza di circa venticinque anni, il San Ferdinando è riapparso nel massimo campionato regionale pugliese nel biennio 1970-72, cambiando denominazione nel 1971 in U.S. M. Casamassima; giunto poi in Promozione agli inizi degli anni novanta, è assente dal panorama calcistico regionale da almeno vent'anni. 
Nella stagione 2017-2018 un club di calcio a 11 in Terza Categoria di nome "A.S.D. Virtus San Ferdinando", torna a rappresentare la città, che pur avendo come colori sociali il bianco e azzurro, indossa uniformi di riserva giallo-verdi.

## Partecipazioni ai Campionati nazionali
| Livello | Categoria | Partecipazioni | Debutto   | Ultima stagione | Totale |
| ------- | --------- | -------------- | --------- | --------------- | ------ |
| 3º      | Serie C   | 2              | 1946-1947 | 1947-1948       | 2      |